# ادوارد کارگو
ادوارد کارگو (انگلیسی: Édouard Kargu؛ ۱۶ دسامبر ۱۹۲۵ – ۱۳ مارس ۲۰۱۰) بازیکن فوتبال اهل فرانسه بود.
از باشگاه‌هایی که در آن بازی کرده‌است می‌توان به باشگاه فوتبال بوردو اشاره کرد.
وی همچنین در تیم ملی فوتبال فرانسه بازی کرده‌است.